# 京都府道362号愛宕弓槻線
京都府道362号愛宕弓槻線（きょうとふどう362ごう あたごゆづきせん）は、京都府京都市右京区を通る一般府道である。

## 概要
京都市右京区京北細野町から京都市右京区京北弓槻町に至る。愛宕山への道は整備されてはいない。

### 路線データ
- 起点：京都市右京区京北細野町
- 終点：京都市右京区京北弓槻町（国道477号交点）

## 路線状況
国道477号から京都府道363号宮ノ辻神吉線にかけての区間は片側一車線が設けられており、比較的規格の高い状況にあるが、同府道との分岐点から南側は小型車一台分の幅しか確保されていないうえ、ガードレールも設置されていないので並行する川への転落に注意を要する。また、この区間では2 kmほど入った場所にキャンプ場がある以外、民家などが一切存在せず、携帯電話も通じない。さらにはキャンプ場も通り過ぎ、しばらく南下すると舗装が途絶えてダートと化し、洗い越しも存在するなど劣悪な路面が4 km - 5 km続いて終点を迎える。

### バイパス
- 弓槻トンネル（京都市右京区京北細野町）

### 重複区間
- 京都府道363号宮ノ辻神吉線（京都市右京区京北細野町）

### 道路施設

#### 橋梁
- 弓槻橋（弓削川、京都市右京区）

#### トンネル
- 弓槻トンネル：延長250 m、1999年（平成11年）竣工、京都市右京区

## 地理

### 通過する自治体
- 京都市（右京区）

### 交差する道路
| 交差する道路                           | 交差する場所 | 交差する場所 |
| -------------------------------------- | ------------ | ------------ |
| 京都府道363号宮ノ辻神吉線 重複区間起点 | 京北細野町   |              |
| 京都府道363号宮ノ辻神吉線 重複区間終点 | 京北細野町   |              |
| 国道477号                              | 京北弓槻町   | 終点         |

### 沿線
- 芦見谷川